# Guy Guillabert
Guy Guillabert, francoski veslač, * 28. januar 1931, Villefranche-d'Albigeois, Tarn, Francija, † 4. september 2009, Châtellerault, Vienne, Francija.
Guillabert je za Francijo nastopil na Poletnih olimpijskih igrah 1956 v Melbournu kot član četverca brez krmarja. Francoski čoln je tam osvojil bronasto medaljo. 